# J1 League
J1 League (do r. 2014 J. League Division 1) je nejvyšší japonská ligová fotbalová soutěž, kterou pořádá Japonská fotbalová asociace. V současné podobě byla vytvořena v roce 1993, kdy vznikla profesionální soutěž s 10 kluby. Od roku 2005 ligu tvoří 18 týmů. Nejúspěšnější mužstvo je Kašima Antlers, které zvítězilo osmkrát. Od sezony 2015 se změnila pravidla soutěže, šampionát se dělil do tří fází, poslední fázi tvořilo play-off, z něhož vyšel vítěz. Tento formát se však nesetkal s kladnou odezvou od diváků a v sezoně 2017 se soutěž vrátila k dřívějším pravidlům. Druhá nejvyšší japonská ligová soutěž se nazývá J2 League.

## Kluby v sezóně 2020
- Hokkaidó Consadole Sapporo
- Vegalta Sendai
- Kašima Antlers
- Urawa Red Diamonds
- Kašiwa Reysol
- FC Tokyo
- Kawasaki Frontale
- Jokohama F. Marinos
- Jokohama FC
- Šónan Bellmare
- Šimizu S-Pulse
- Nagoja Grampus
- Gamba Ósaka
- Cerezo Ósaka
- Vissel Kóbe
- Sanfrecce Hirošima
- Sagan Tosu
- Óita Trinita

## Předchozí vítězové J1 League
| Sezóna | Vítěz                |
| ------ | -------------------- |
| 1993   | Verdy Kawasaki       |
| 1994   | Verdy Kawasaki       |
| 1995   | Jokohama Marinos     |
| 1996   | Kašima Antlers       |
| 1997   | Júbilo Iwata         |
| 1998   | Kašima Antlers       |
| 1999   | Júbilo Iwata         |
| 2000   | Kašima Antlers       |
| 2001   | Kašima Antlers       |
| 2002   | Júbilo Iwata         |
| 2003   | Jokohama F. Marinos  |
| 2004   | Jokohama F. Marinos  |
| 2005   | Gamba Ósaka          |
| 2006   | Urawa Red Diamonds   |
| 2007   | Kašima Antlers       |
| 2008   | Kašima Antlers       |
| 2009   | Kašima Antlers       |
| 2010   | Nagoja Grampus Eight |
| 2011   | Kašiwa Reysol        |
| 2012   | Sanfrecce Hirošima   |
| 2013   | Sanfrecce Hirošima   |
| 2014   | Gamba Ósaka          |
| 2015   | Sanfrecce Hirošima   |
| 2016   | Kašima Antlers       |
| 2017   | Kawasaki Frontale    |
| 2018   | Kawasaki Frontale    |
| 2019   | Jokohama F. Marinos  |

## Počty titulů dle klubů
Roky kurzívou značí Japan Soccer League.
(Aktuální do 2019)
| Klub                                         | Tituly | Roky                                              |
| -------------------------------------------- | ------ | ------------------------------------------------- |
| Sanfrecce Hirošima (dříve Toyo Industries)   | 8      | 1965, 1966, 1967, 1968, 1970, 2012, 2013, 2015    |
| Kašima Antlers                               | 8      | 1996, 1998, 2000, 2001, 2007, 2008, 2009, 2016    |
| Tokio Verdy (dříve Yomiuri a Verdy Kawasaki) | 7      | 1983, 1984, 1986–87, 1990–91, 1991–92, 1993, 1994 |
| Jokohama F. Marinos (dříve Nissan)           | 6      | 1988–89, 1989–90, 1995, 2003, 2004, 2019          |
| Urawa Red Diamonds (dříve Mitsubishi Motors) | 5      | 1969, 1973, 1978, 1982, 2006                      |
| Cerezo Ósaka (dříve Yanmar Diesel)           | 4      | 1971, 1974, 1975, 1980                            |
| Júbilo Iwata (dříve Yamaha Motors)           | 4      | 1987–88, 1997, 1999, 2002                         |
| Šónan Bellmare (dříve Fujita)                | 3      | 1977, 1979, 1981                                  |
| Kawasaki Frontale                            | 2      | 2017, 2018                                        |
| Gamba Ósaka                                  | 2      | 2005, 2014                                        |
| JEF United Čiba (dříve East Furukawa)        | 2      | 1976, 1985                                        |
| Kašiwa Reysol (dříve Hitachi)                | 2      | 1972, 2011                                        |
| Nagoja Grampus Eight                         | 1      | 2010                                              |